# Africodytes kongouensis
Africodytes kongouensis är en skalbaggsart som beskrevs av Bilardo och Rocchi 1999. Africodytes kongouensis ingår i släktet Africodytes och familjen dykare. Inga underarter finns listade i Catalogue of Life.